# Nerola
Nèrola è un comune italiano di 1 942 abitanti della città metropolitana di Roma Capitale nel Lazio.
Situato nella Sabina romana, il comune di Nerola è riconosciuto zona di produzione dell'olio extra-vergine di oliva Sabina DOP.

## Geografia fisica

### Territorio
Nerola sorge a 453 metri di altezza sul livello del mare, sulle propaggini settentrionali dei monti Lucretili.
Nel settore nord del comune è presente il rilievo del Monte degli Elci con la cima a 711 m s.l.m., a separare il paese da questo monte vi è una vallata dove scorre il fosso Corese nel punto più basso a 200–240 m s.l.m., a sud vi è il rilievo di monte Lago con la cima a 601 m s.l.m., ad est una vallata che termina nel paese confinante di Scandriglia, a sud-est vi sono i Monti Lucretili con la cima più alta (visibile dal paese) del Monte Pellecchia 1368 m s.l.m., mentre ad ovest una piana che si affaccia sulla valle del Tevere. La frazione di Acquaviva è posta tra i 250 ed i 290 m s.l.m.

### Clima
Nerola ha un clima temperato da entroterra, tipicamente collinare o sub-appenninico, la temperatura media va dai +7,0 °C di gennaio ai +25,2 °C di luglio con una piovosità media di circa 1000 mm annui. Il mese più caldo è luglio con una temperatura minima media di +19,5 °C e una massima media di +31,2 °C; il mese più freddo è gennaio con una temperatura minima media di +4,0 °C e una massima media di +10,2 °C. Le temperature possono superare i 30 °C da giugno ad agosto e possono scendere sotto i 0 °C da dicembre a marzo. La temperatura più alta mai registrata è di +39,6 °C mentre la più bassa è di -7,7 °C. Le precipitazioni sono presenti tutto l'anno, anche nel trimestre estivo grazie ai temporali pomeridiani che si possono presentare in più occasioni. Il mese più secco è luglio con una media di 46,5mm mentre il mese più piovoso è dicembre con 152,4mm (seguito da maggio e novembre). Il paese si trova in una zona ventilata, con venti che possono superare anche gli 80 km/h durante le irruzioni di aria fredda da nord-est con lo scirocco da sud-est, il record è di 140 km/h.

## Origini del nome
Il toponimo deriva probabilmente dal sabino nero o nerio, con il significato di "forte" e "valoroso". L'iscrizione sulla fontana della piazza del Municipio (A Nerone tuum Nerola nomen habet) fa risalire l'origine del nome all'imperatore romano Nerone, che apparteneva alla gens Claudia di lontane origini sabine.

## Storia
Sul sito sembra siano state viste tracce di una villa di epoca romana, che la leggenda attribuiva appunto a Nerone.
Nella seconda metà del X secolo il castello del Castrum Nerulae venne fondato dal "rettore della Sabina" Benedetto Crescenzi e fu in possesso dei Crescenzi fino al 1235, quando passò sotto il diretto dominio dei papi. All'inizio dell'XI secolo il feudo venne concesso agli Orsini, che vi costruirono l'attuale Castello Orsini. Alla fine del XV secolo fu ulteriormente rinforzato con possenti torrioni e altre opere difensive e fu fortificato il borgo che lo circondava. Presso il castello venne costruita nel 1483 la "Chiesa vecchia".
Gli Orsini del ramo di Bracciano nel 1644 cedettero il castello e il territorio di Nerola ai Barberini, insieme a Montelibretti e dal 1728 entrarono in possesso dei Colonna di Sciarra, quindi ancora ai Lante Della Rovere.
Vi ebbe sede l'istituzione benefica dell'Ospedale dei Pellegrini che assisteva quanti transitavano sulla via Salaria.
Nel 1867 il castello fu testimone della Campagna dell'Agro Romano per la liberazione di Roma con l'occupazione da parte di un contingente di Volontari garibaldini guidati da Menotti Garibaldi in lotta con le truppe pontificie.
Nel 1939 il castello passò al marchese Ferrari-Frey. Attualmente è stato restaurato e ospita un albergo.

### Simboli
Lo stemma del comune di Nerola è stato concesso, insieme al gonfalone municipale, con decreto del presidente della Repubblica del 20 febbraio 1985.
dell'imperatore Nerone al naturale, posta in maestà, barbuta, coronata con serto 
d'alloro d'oro. Ornamenti esteriori da Comune.»

## Monumenti e luoghi d'interesse

### Architetture religiose
- La chiesa parrocchiale dedicata a san Giorgio martire del 1482 fondata dagli Orsini,  crollata nel 1915 e ricostruita nel 1924;
- La ex chiesa romanica di Sant'Antonio abate, parrocchiale fino al 1482 con accanto il primitivo cimitero.
- La chiesa di San Sebastiano, in cui si possono ammirare: una statua in legno di San Sebastiano Martire, una statua in legno di Sant'Antonio Abate, un busto reliquiario ligneo di San Giorgio Martire, un Crocifisso ligneo del sec. XVI, un antico fonte battesimale con stemmi della famiglia Orsini.
- La chiesa cimiteriale con tela raffigurante la Dormizione di san Giuseppe.
- Conservatorio delle zitelle pericolose in via della porta, con facciata seicentesca e stemma comunità. Accanto farmacia Palmucci con accessori ottocenteschi.

### Architetture militari
- Castello Orsini. Del castello si ignorano le origini, ma verosimilmente la costruzione è da ricercarsi nel X-XI secolo. Il castello subì vari passaggi di proprietà durante le varie dipendenze feudali fino ad essere comprato dalla società CA.DI. che l'ha recentemente restaurato. Il castello è in stile romanico-medievale ed ha uno dei pochi  orologi a 6 ore ancora rimasti in Italia.

### Architetture civili
- Fontana delle Cese XI secolo
- Fontana in piazza Municipio 1885
- Lavatoio pubblico 1885
- Ospizio dei pellegrini, oggi Ospedale Sant'Antonio, XVI secolo in piazza San Sebastiano
- Mulino del 1700 in piazza San Sebastiano

## Società

### Evoluzione demografica
Abitanti censiti

## Geografia antropica

### Frazioni
L'unica frazione, Acquaviva, trae il suo nome dalla omonima fonte, alimentata da una sorgente sempre attiva. Posta sulla vecchia via Salaria, si sviluppò negli anni cinquanta, con la costruzione della chiesa di Santa Teresa e l'istituzione della festa dedicata alla santa.

## Economia

### Agricoltura
È uno dei comuni della città metropolitana di Roma Capitale il cui territorio è compreso nell'area di produzione dell'Olio di Oliva Sabina (DOP).

## Infrastrutture e trasporti

### Strade
La Strada statale 4 Via Salaria è l'arteria di maggiore importanza, che collega il comune a Roma e a Rieti.
Ai piedi di Nerola scorre il vecchio tracciato della Via Salaria, oggi strada provinciale n. 40 "Salaria Vecchia", che si collega al tracciato moderno in corrispondenza di Borgo Quinzio. Il paese si trova lungo la SP 28/a, che la collega da una parte alla Salaria vecchia, dall'altra a Montorio Romano.
Inoltre dalla Salaria Vecchia ha inizio la Strada statale 636 di Palombara, che collega Nerola a Moricone, Palombara e Tivoli.

### Ferrovie
Nerola non è servita da alcuna linea ferroviaria. Nel territorio comunale sarebbe dovuta passare la Ferrovia Salaria (Roma-Rieti-Ascoli Piceno-San Benedetto del Tronto), che fu più volte progettata sin dalla fine dell'Ottocento ma mai realizzata.

## Amministrazione
Dal 2007 al 2022 la carica di Sindaco è stata ricoperta dalla dottoressa Sabina Granieri eletta con la Lista Civica "Nerola nel Cuore".
Dal 2022 la carica di Sindaco è ricoperta da Domenico Lelli eletto con la Lista Civica “Il Bene in Comune”.

### Altre informazioni amministrative
Fa parte dell'Unione della Sabina Romana (con i comuni di Montorio Romano, Moricone e Monteflavio) e della Comunità montana dei Monti Sabini, Tiburtini, Cornicolani e Prenestini

## Il mostro di Nerola
Il comune di Nerola è tristemente noto per essere stato teatro di una delle vicende criminali più aberranti fra quelle che scossero l’opinione pubblica italiana nell’immediato secondo dopoguerra: la serie di delitti compiuti dal pluriomicida Ernesto Picchioni noto come "il mostro di Nerola".
Il caso ebbe una vastissima risonanza nel Paese, tanto da essere ricordato ancora nel 1963, a quasi vent'anni da quegli avvenimenti, in un film con Totò.
La piccola e tranquilla comunità nerolese finì al centro della ribalta nazionale dopo che fu reso noto l’agghiacciante modus operandi dell'assassino: con un astuto quanto malvagio stratagemma le vittime erano attirate nel casolare per poi essere brutalmente massacrate e derubate e i loro cadaveri occultati in una fossa scavata nell'orto antistante l'abitazione dell'assassino. Spesso le vittime erano fatte oggetto di un ulteriore scempio: i loro corpi venivano depezzati per rendere agevole il loro seppellimento e i resti gettati assieme agli avanzi del bottino: manubri di bicicletta, residui di abiti e tutto quanto l'assassino ritenesse di scarso valore.
Il numero degli omicidi rimane ancora sconosciuto; le vittime accertate all’epoca furono otto, ma si ha ragione di ritenere che possano essere almeno il doppio e non si può escludere che altri cadaveri giacciano ancora sepolti nella campagna circostante.
L’eco di tali sanguinosi accadimenti ancora non si è spenta e permane nel ricordo della popolazione locale, alimentata dalla permanenza al km 47 della via Salaria del casolare teatro degli omicidi.

## Emergenza Coronavirus
Il 25 marzo 2020, in conseguenza della pandemia di COVID-19, viene disposta la chiusura in entrata e in uscita della cittadina dopo l'individuazione di un cluster di coronavirus nella locale casa di riposo per anziani. Dopo Fondi, Nerola diventa la seconda "zona rossa" del Lazio con 2 morti e 76 positivi al virus.
Quattro giorni dopo, con il paese isolato, vengono eseguiti 378 tamponi e la sindaca Granieri chiede al presidente della regione Lazio Zingaretti di sensibilizzare le istituzioni sanitarie affinché si facciano i tamponi su tutti i 1 980 abitanti per realizzare, su modello del comune veneto di Vo', un'indagine a tappeto per il monitoraggio dell'evoluzione del virus e aiutare la ricerca scientifica.

## Galleria d'immagini

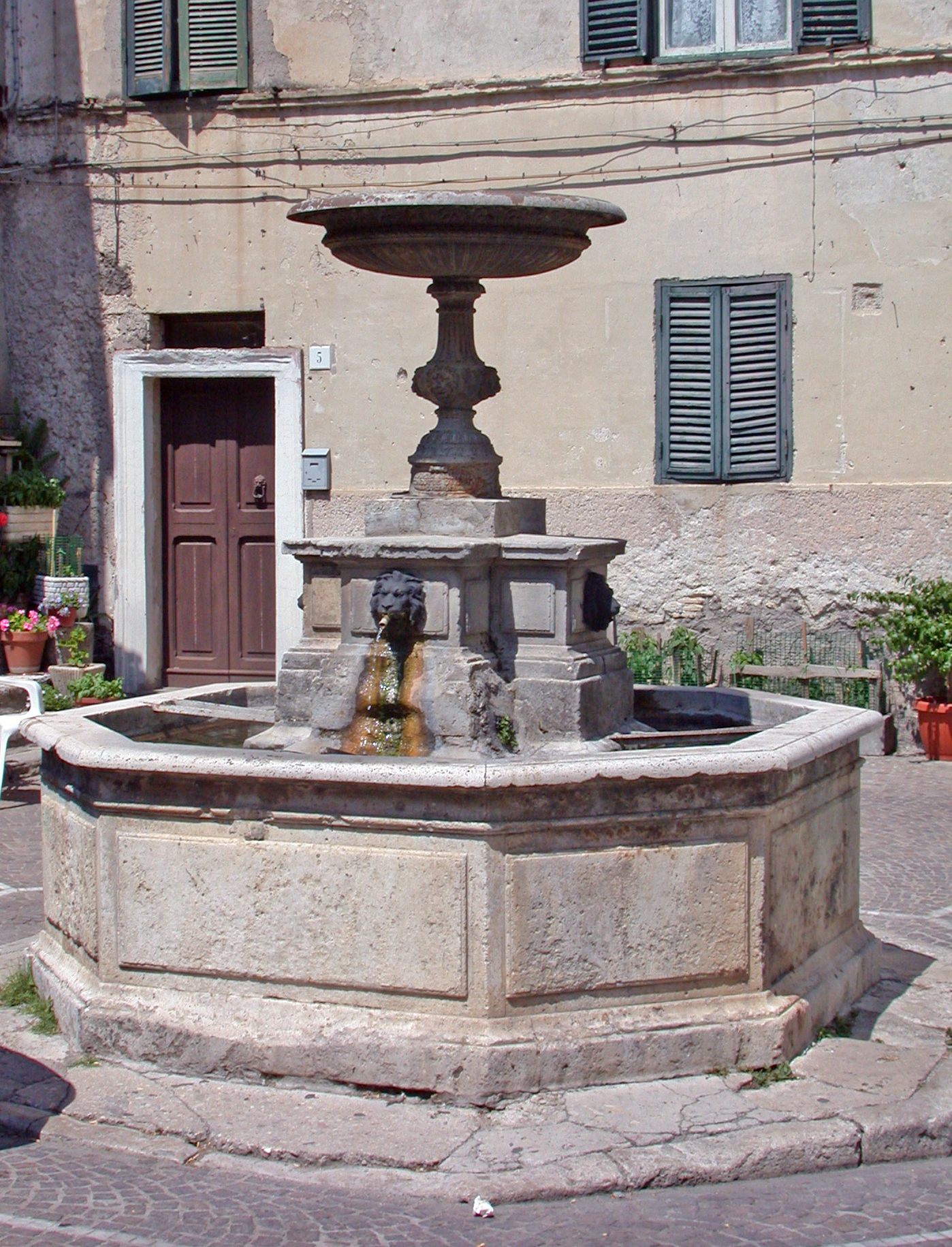
La fontana in piazza del Municipio
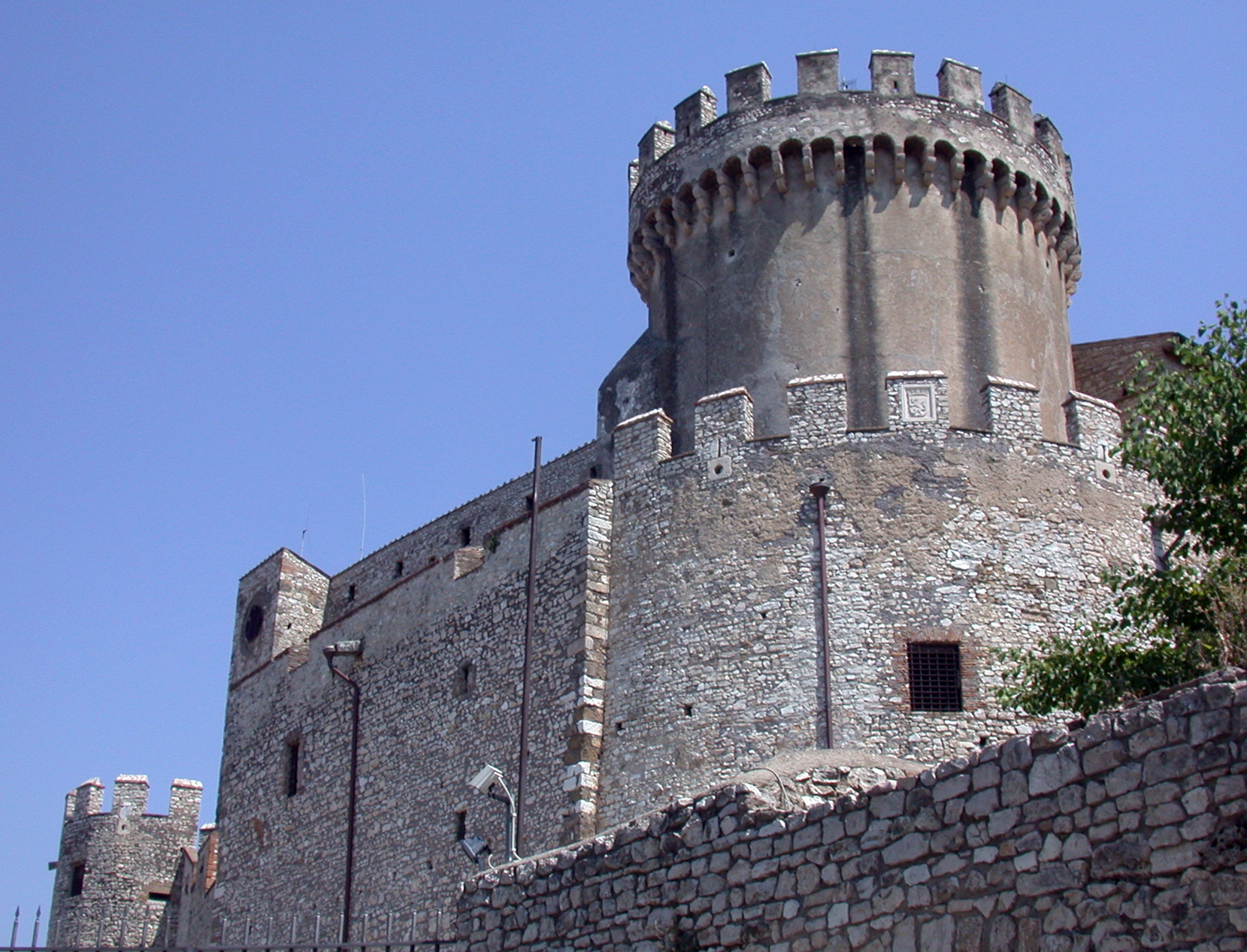
Il Castello Orsini
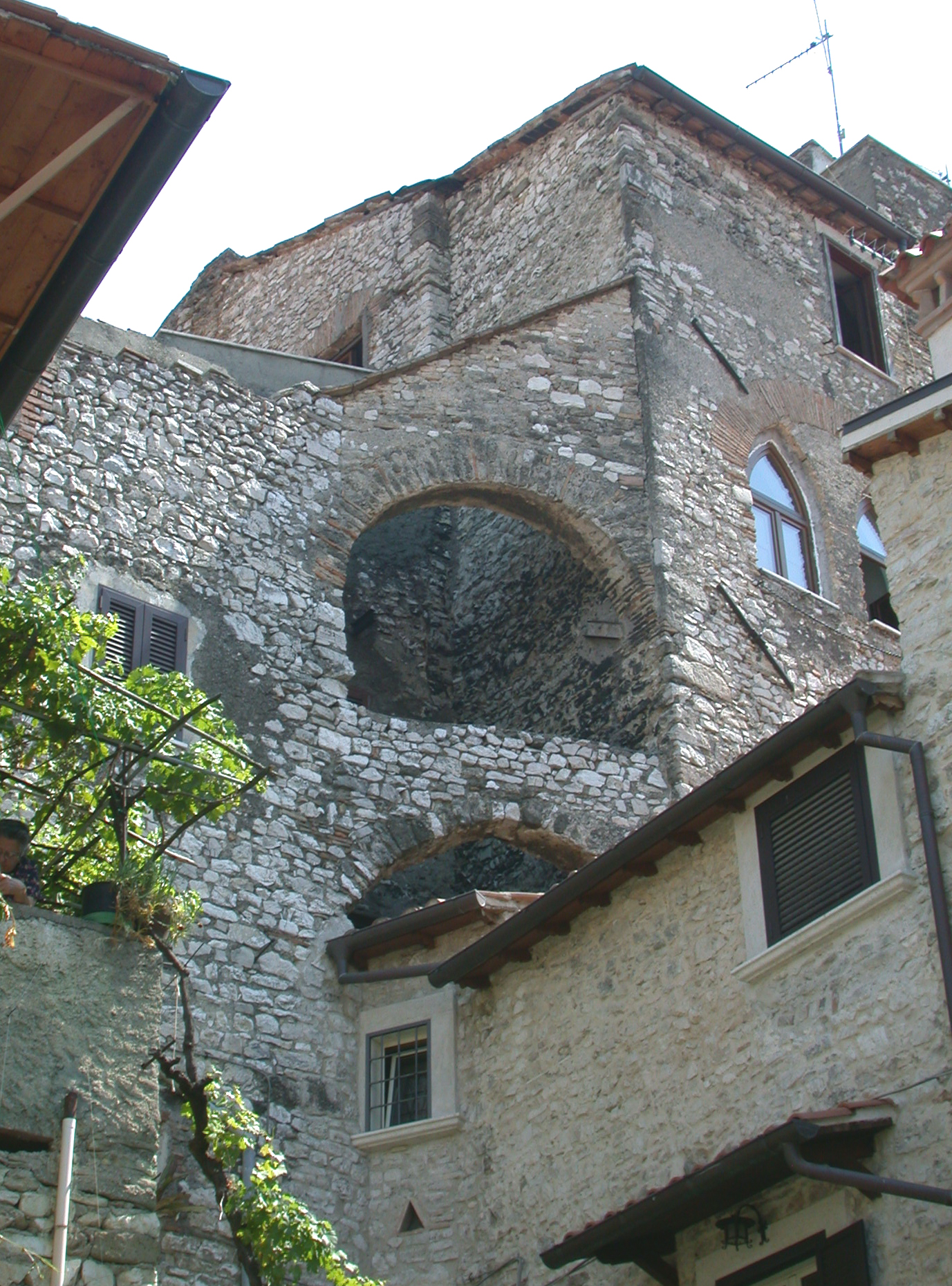
Veduta del centro del borgo